# Bergen (Bassa Sassonia)
Bergen è una città di 13 371 abitanti della Bassa Sassonia, in Germania.
Appartiene al circondario (Landkreis) di Celle (targa CE).
Conosciuta in tutto il mondo per via del campo di concentramento di Bergen-Belsen, in cui fra le numerose vittime troviamo il nome di Anna Frank.
Tra le località appartenenti al comune vi sono: Bleckmar, Dohnsen, Eversen, Kohlenbach, Wohlde.